# Халим Герай (историк)
Хали́м Гера́й (Гира́й, Гире́й) (крым. Halim Geray, حليم كراى‎; 1772-1823) — турецкий историк крымскотатарского происходения, представитель династии крымских правителей Гераев, сын Шахбаза Герая. 
Его историческое произведение «Гюльбюн-и ханан» (осман. Gülbün-i hânân yahud Kırım tarihı‎) на русский переводится как «Цветник ханов или История Крыма», «Розовый цветник ханов или История Крыма» или «Розовый куст ханов или История Крыма». Образное название послужило причиной утверждений, что оно в стихах, но в самом деле сочинение вполне прозаическое. Оно содержит биографии 44 крымских ханов, составлено в 1811 г. и дважды издавалось в Стамбуле (в 1870 и 1909 годах). Издание 1909 года представляет собой выполненный крымскотатарским писателем Аблякимом Ильми перевод оригинального текста, написанного на классическом османском языке, на использовавшийся на рубеже XIX—XX веков новоосманский и снабжено им обширными комментариями. В 2004 году был издан русский перевод книги (издание содержит текст в редакции Аблякима Ильми в транслитерации с арабской графики на латиницу и перевод на русский язык, транслитерация и перевод выполнены крымским филологом Кемалом Усеиновым).
Издал поэтический сборник Диван, где описал знакомую ему придворную жизнь.